# حتمية

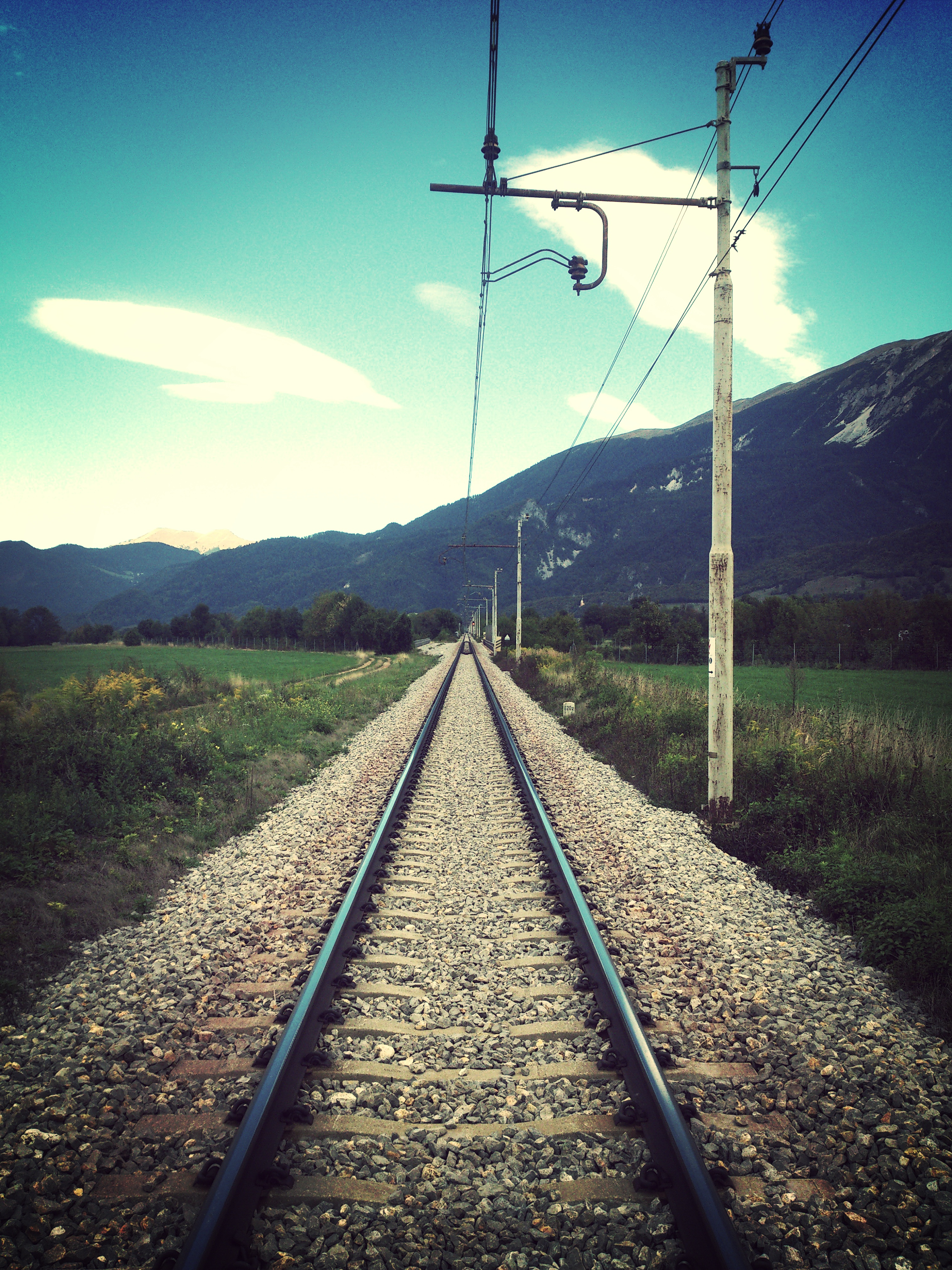

الحتمية هي فرضية فلسفية تقول أن كل حدث في الكون بما في ذلك إدراك الإنسان وتصرفاته خاضعة لتسلسل منطقي سببي محدد سلفا ضمن سلسلة غير منقطعة من الحوادث التي يؤدي بعضها إلى بعض وفق قوانين محددة، يؤمن البعض بأنها قوانين الطبيعة في حين يؤمن آخرون بأنها قضاء الله وقدره الذي رسمه للكون والمخلوقات، وبالتالي فنظرية الحتمية يمكن تبنيها من قبل أشد الناس إلحادا وتمسكا بالقوانين العلمية كما يمكن تبنيها من قبل أشد الناس إيمانا بالقَدَر.
في الحتمية، لا يمكن حدوث أشياء خارج منطق قوانين الطبيعة (ووفق التفسير الديني للحتمية وضع الله القوانين في الطبيعة ليسير كل شيء وفقها)، وبالتالي لا مجال لحوادث عشوائية غير محددة سلفا، ويعترف الحتميون بأنه ربما يصعب على الإنسان أحيانا معرفة النتيجة مسبقا نتيجة عدم قدرته تحديد الشروط البدئية للتجربة، أو عدم امتلاكه للصياغة الدقيقة للقانون الطبيعي، لكن هذا القانون موجود والنتيجة محددة سلفا.

## فلسفة الحتمية
القضية الأولى التي تنادي بها الفلسفات الحتميه أن الإرادة الحرة ما هي إلا مجرد وهم إنساني (باستثناء إذا أردنا تعريفها كما في الفلسفة الانسجامية الأصلية.). يمكن التمييز بين موقفين أو مدرستين : مدرسة تقول أن جميع الحوادث المستقبلية محددة سلفا وستحدث ضرورة (وهذا ما يعرف بالجبرية Fatalism) (وهي نظرة أكثر تعلقا بالميتافيزيقيا)، والحتمية التي ترتبط أساسا وتعتمد على أفكار المادية والسببية. وهو موضوع يبحثه الفلاسفة خاصة منذ القدم أهمهم عمر الخيام، ديفيد هيوم، توماس هوبز، إيمانويل كانت، بول هنري ثيري، بارون دي هولباخ وأخيرا جون سيرل.

## الأشكال المتنوعة
يمكن لمصطلح «الحتمية» أن يشير إلى أي من وجهات النظر التالية:
الحتمية السببية: هي «الفكرة التي تقول إن كل حدث يكون محتمًا من قبل أحداث وشروط سالفة جنبًا إلى جنب مع قوانين الطبيعة». غير أن الحتمية السببية مصطلح فضفاض بما يكفي ليأخذ بعين اعتباره أن «الاستقصاءات التي يجريها المرء والخيارات التي يتخذها والأفعال التي يقدم عليها غالبًا ما تكون حلقات ضرورية في السلسلة السببية التي تنتهي إلى حدوث شيء ما. بصياغة أخرى، رغم كون استقصاءاتنا وخياراتنا وأفعالنا حتمية في حد ذاتها، شأنها في ذلك شأن أي شيء آخر، يظل حدوث أشياء أخرى أو وجودها –وفقًا للحتمية السببية- معتمدًا على استقصائنا واختيارنا وفعلنا بطريقة ما». تقترح الحتمية السببية أن ثمة سلسلة متتابعة لا تنقطع من الحوادث السابقة التي تمتد عائدة حتى تصل إلى منشأ الكون. وقد لا تكون العلاقة بين الأحداث قابلة للتحديد، ولا منشأ ذلك الكون، غير أن معتنقي الحتمية السببية يعتقدون أنه لا يوجد شيء في الكون بلا سبب أو مسبب لذاته. ويمكن اعتبار الحتمية التاريخية (وهي نمط من تبعية المسار) مرادفًا للحتمية السببية. كما اعتُبرت الحتمية السببية –على نحو أعمّ- الفكرة التي تؤكد أن كل شيء يحدث أو يوجد يحدث بسبب شروط وظروف سابقة. وفي حالة حتمية النواميس المنطقية، تعد هذه الظروف أحداثًا هي الأخرى، ما ينطوي بداية على أن المستقبل يتحدد بشكل حتمي كامل من خلال الأحداث السابقة، وهي مجموعة مؤلفة من الحالات السابقة للكون وقوانين الطبيعة، غير أنه من الممكن كذلك اعتبارها ما ورائية المنشأ (كما في حالة الحتمية الإلهية).
- حتمية النواميس المنطقية: هي أشيع أشكال الحتمية السببية، وهي التصور الذي يفترض أن الماضي والحاضر يُمليان المستقبل بأكمله وبالضرورة استنادًا إلى القوانين الطبيعية الصارمة، وأن كل حادثة تنجم بشكل محتوم عن أحداث سابقة. توضَح حتمية النواميس المنطقية في بعض الأحيان بمثال هو تجربة «شيطان لابلاس» الفكرية، ويُطلق على حتمية النواميس المنطقية أحيانًا اسم «الحتمية العلمية»، رغم أن هذا الاسم مغلوط. وبشكل عام، يُستخدم مصطلح «الحتمية الفيزيائية» مرادفًا لحتمية النواميس المنطقية (ونقيضه هو اللاحتمية الفيزيائية).

- الضرورانية: ترتبط بالحتمية السببية -التي ورد وصفها آنفًا- ارتباطًا وثيقًا، وهي مبدأ ماورائي ينكر كل الإمكانيات المجردة؛ إذ يقول إنه ثمة طريقة واحدة فقط يمكن للعالم أن ينتهجها. وقد زعم ليوكيبوس أن لا وجود للأحداث غير المسبَبة، وأن كل شيء يحدث لسبب.

الحتمية المسبقة: هي الفكرة التي تقول إن كل الأحداث محددة مسبقًا. وعادةً ما تحاوَل برهنة الحتمية المسبقة بالاستناد على الحتمية السببية، والإشارة الضمنية إلى وجود سلسلة متتابعة لا تنقطع من الحوادث السابقة التي تمتد عائدة حتى تصل إلى منشأ الكون. وفي حالة الحتمية المسبقة، فقد ثُبِّتت سلسلة الأحداث هذه مسبقًا، ولا يمكن للأفعال البشرية أن تتدخل في حصائل هذه السلسلة المثبّتة مسبقًا. يمكن استخدام مصطلح الحتمية المسبقة للدلالة على ما يمكن اعتباره نوعًا من الحتمية السببية المسبقة، فتُصنف في هذه الحالة على أنها نمط محدد من الحتمية. ويمكن كذلك استخدام المصطلح بنفس دلالة الحتمية السببية ضمن سياق قدرتها على تحديد الأحداث المستقبلية المحتومة. وعلى الرغم من كل هذا، عادةً ما تُعتبر الحتمية المسبقة مستقلة عن الحتمية السببية. ويُستخدم مصطلح الحتمية المسبقة بشكل متكرر في سياق علم الأحياء والوراثة كذلك، ويمثل في هذه الحالة شكلاً من أشكال الحتمية الأحيائية.
يمكن تمييز القدَرية عادةً عن «الحتمية»، باعتبارها شكلًا من أشكال الحتمية الغائية. وتُعرف القدرية على أنها الفكرة التي تقول إن كل شيء مقدر الحدوث، وبالتالي فلا يملك البشر سيطرة على مستقبلهم. يتمتع القدر بقوةٍ كيفية مستبدة، ولا يحتاج إلى الامتثال لأي قوانين سببية أو حتمية. تنطوي أنماط القدرية على الحتمية الإلهية الصارمة وفكرة القضاء والقدر، إذ ثمة إله يحدد كل ما سيفعله البشر. ويمكن تحقيق ذلك إما عن طريق المعرفة المسبقة بأفعالهم، بواسطة شكل ما من العلم اللانهائي، أو عن طريق القضاء بحدوث أفعالهم مسبقًا.
الحتمية الإلهية شكل من أشكال الحتمية يعتقد أن كل الأحداث التي تحدث مقضي بها مسبقًا، أو مقدر لها أن تحدث سلفًا، من قبل إله أوحد، أو أن حدوثها مقدر ضمن العلم اللانهائي. يوجد شكلان اثنان للحتمية الإلهية، ستجري الإشارة إليهما هنا بالحتميتين الإلهيتين القوية والضعيفة. وأولاهما، الحتمية الإلهية القوية، قائمة على مفهوم إله خالق يُملي كل أحداث التاريخ: «إن كل شيء يحدث مقدر حدوثه سلفًا من قبل ذات إلهية كلية المعرفة وكلية القدرة». أما الشكل الثاني، وهو الحتمية الإلهية الضعيفة، فيقوم على مفهوم المعرفة الإلهية المسبقة؛ «لأن علم الله اللانهائي كامل، فما يعلمه الله عن المستقبل حادث لا محالة، ما يعني -بناء على ذلك- أن المستقبل متبلور أساسًا». وثمة تنويعات طفيفة على التصنيف الوارد أعلاه، إذ يدعي البعض أن الحتمية الإلهية تتطلب التقدير المسبق لكل الأحداث والحصائل من قبل الذات الإلهية (على سبيل المثال، لا يصنف هؤلاء الشكل الأضعف على أنه «حتمية إلهية» إلا إذا افتُرض أن الحرمان من الإرادة الحرة الليبرتارية هو إحدى العواقب)، أو أن الشكل الأضعف لا يُعد «حتمية إلهية» على الإطلاق. في ما يتعلق بالإرادة الحرة، «الحتمية الإلهية هي الفرضية التي تقول بوجود الإله وامتلاكه علمًا معصومًا يحيط بكل المسائل الصحيحة ومن ضمنها المسائل المتعلقة بأفعالنا المستقبلية»، وقد وُضعت المزيد من المعايير الأصغرية  للإحاطة بكل أشكال الحتمية الإلهية. يمكن كذلك أن يُنظر إلى الحتمية الإلهية على أنها أحد أشكال الحتمية السببية، التي تكون الشروط السالفة –وفقًا لها- هي طبيعة الإله ومشيئته. وقد أدخل القديس أوغسطينوس الحتمية الإلهية إلى المسيحية في عام 412 م، بينما كان كل سابقيه من المؤلفين المسيحيين يدعمون الإرادة الحرة مقابل الحتمية الرواقية والغنوصية.

## وصلات خارجية
- معجم تاريخ الأفكار: نسخة محفوظة 4 أبريل 2005 على موقع واي باك مشين. الحتمية في التاريخ
- موقع عن الحتمية تابع للفيلسوف تود هوندريش
- مقدمة حول الحتمية والإرادة الحرة للمبتدئين، لبول نيومان.
- الحتمية مقال لبيتر جيل.
- أين هي الإرادة الحرة? A
- مدخل موسوعة ستانفورد الفلسفية حول الحتمية السببية